# Aleida Calleja
Aleida Calleja Gutiérrez (Puebla, Puebla, 30 de julio de 1968) es una periodista, investigadora y funcionaria pública mexicana. Desde 2019 es directora del Instituto Mexicano de la Radio (IMER). Su trayectoria se ha enfocado en la radiodifusión pública, las radios comunitarias y los derechos humanos.

## Trayectoria
Calleja es licenciada en comunicación por la Universidad Iberoamericana y maestra en Democracia y Derechos Humanos por la Facultad Latinoamericana de Ciencias Sociales (FLACSO México). En 1992 inició la investigación para la fundación de una radio indigenista en Puebla, coordinando el proyecto en 1993 y siendo directora a partir de 1994 de La voz de la sierra norte de Puebla, radiodifusora comunitaria basada en Cuetzalan. En esta estación promovió la difusión de grupos artísticos y grabó distintos materiales de registro de música ritual y tradicional de pueblos indígenas de la sierra norte poblana.
En 2007 fue nombrada vicepresidenta internacional de la Asociación Mundial de Radios Comunitarias.
En 2010 fue elegida directora del Programa de Legislaciones y Derecho a la Comunicación de la Asociación Mundial de Radios Comunitarias en América Latina y el Caribe (AMARC-ALC). Fue presidenta de la Asociación Mexicana del Derecho a la Información (AMEDI) y coordinadora de advocacy del Observatorio Latinoamericano de Regulación Medios y Convergencia. Fue integrante de los consejos consultivos de Oxfam México y del comité ciudadano del IMER.
Ha colaborado en medios como la Revista Mexicana de Comunicación, la revista Etcétera, la revista Zócalo y el medio digital La Silla Rota.
En 2019 fue nombrada directora del Instituto Mexicano de la Radio (IMER).

## Obra
- No más medios a medias. Participación ciudadana en la revisión integral de legislación en medios electrónicos (2001), en coautoría con Beatriz Solís e Irma Ávila
- Con Permiso. La radio comunitaria en México (2005) en coautoría con Beatriz Solís.[6]